# Дроздовые топаколо
Дроздовые топаколо (лат. Scelorchilus) — род птиц из семейства топаколовых (Rhinocryptidae). Распространены в Чили и Аргентине.

## Описание
Дроздовые топаколо небольшие птицы длиной 18,5—19 см. 
Добывают пищу в одиночку или парами, обычно ходят, бегают и прыгают по земле под густым древесным покровом. Питаются членистоногими и семенами.

## Классификация
В состав рода включают два вида:
| Изображение | Русское название                | Научное название                         | Распространение  |
| ----------- | ------------------------------- | ---------------------------------------- | ---------------- |
|             | Белогорлый дроздовый топаколо   | Scelorchilus albicollis (Kittlitz, 1830) | Чили             |
|             | Красногорлый дроздовый топаколо | Scelorchilus rubecula (Kittlitz, 1830)   | Чили и Аргентина |

## Систематика
Молекулярно-генетические исследования 2010 года подтвердили монофилию семейства Rhinocryptidae; авторы предположили существование двух больших групп в пределах семейства: одна из них включает более крупные виды, а вторая состоит из более мелких видов. Данный род относится ко второй группе. Олсон и соавторами предложили разделить семейство на два подсемейства. Род Scelorchilus отнесли к подсемейству Scytalopodinae, наряду с родами Eugralla, Myornis, Eleoscytalopus и Scytalopus.